# Carl Kempff
Carl Fridolf Heinrich Kempff, född 12 juni 1831 i Tessin nära Rostock i Mecklenburg, död 29 december 1901 i Lund, var en tyskfödd svensk violinist och dirigent.
Kempff blev 20 år gammal konsertmästare och dirigent för musikkapellet i Rostock, en befattning han hade i fyra år. När han kom till Lund är osäkert, men enligt Blomqvist var han troligen med och spelade då Akademiska föreningen invigdes 1851. Han sökte tjänsten som director musices efter Emanuel Wenster 1856, men fick den inte eftersom han inte var svensk medborgare. Han fick anställning i Hovkapellet, en befattning han hade till 1865. Han vikarierade som director musices 1887–1889 och 1893–1897.